# Somália (ur. 1977)
Somália, właśc. Wanderson de Paula Sabino (ur. 22 czerwca 1977 w Novej Venécii) – brazylijski piłkarz, występujący na pozycji napastnika. Wychowanek Américi Mineiro, podczas swojej kariery grał w 23 klubach w 5 państwach.